# Homosassa
Homosassa es un lugar designado por el censo ubicado en el condado de Citrus en el estado estadounidense de Florida. En el Censo de 2010 tenía una población de 2.578 habitantes y una densidad poblacional de 119,94 personas por km².

## Geografía
Homosassa se encuentra ubicado en las coordenadas 28°47′6″N 82°36′27″O / 28.78500, -82.60750. Según la Oficina del Censo de los Estados Unidos, Homosassa tiene una superficie total de 21.49 km², de la cual 20.14 km² corresponden a tierra firme y (6.3%) 1.35 km² es agua.

## Demografía
Según el censo de 2010, había 2.578 personas residiendo en Homosassa. La densidad de población era de 119,94 hab./km². De los 2.578 habitantes, Homosassa estaba compuesto por el 97.56% blancos, el 0.43% eran afroamericanos, el 0.39% eran amerindios, el 0.35% eran asiáticos, el 0.12% eran isleños del Pacífico, el 0.12% eran de otras razas y el 1.05% pertenecían a dos o más razas. Del total de la población el 1.36% eran hispanos o latinos de cualquier raza.